# Паспорт Барбадоса
Барбадосский паспорт — документ, выдаваемый гражданам Барбадоса в соответствии с Законом о гражданстве (CAP.186) от 1978 года и Законом об иммиграции (CAP.190) от 1997 года. Он позволяет предъявителю путешествовать в зарубежные страны и Содружество наций в соответствии с визовыми требованиями и облегчает процесс получения помощи со стороны консульских должностных лиц Барбадоса за границей, если есть необходимость.
Этот документ подтверждает гражданство Барбадоса и также является паспортом Карибского сообщества (КАРИКОМ), поскольку государство в нём состоит. Существует три типа паспортных буклетов: обычные, служебные или дипломатические паспорта. Несмотря на размещение логотипа Карибского сообщества в верхней части титульной страницы документа, паспорта Барбадоса выдаются иммиграционным департаментом под эгидой канцелярии премьер-министра, дипломатических представительствах и почётных консульств Барбадоса за рубежом.

## Разновидности паспортов
ОбычныйГраждане Барбадоса имеют право подать заявление на получение паспорта, паспорт для лица до 16 лет действителен в течение пяти лет, а паспорт для лиц старше 16 лет действителен в течение десяти лет.

## Применение
Все заявители в возрасте 16 лет и старше имеют право подавать заявление на получение стандартного паспорта Барбадоса. Несовершеннолетние в возрасте 15 лет и младше могут пользоваться  паспортом родителей или подать заявление на свой собственный паспорт. Паспортные сборы в Барбадосе проводятся с 1 декабря 2010 года.
Стандарт
- Паспорт взрослого: 150 BDS $
- Паспорт несовершеннолетнего: 100 BDS $

Бизнес
- Паспорт для бизнеса: BDS $ 225

Паспорта Барбадоса также могут быть выданы за пределами государства Барбадос, сборы за которые варьируются в зависимости от страны проживания.

## Формат страниц
- Формат бумаги B7: (ISO / IEC 7810 ID-3, 88 мм × 125 мм)
- Путешественникам выдаётся паспорт с увеличенным количеством страниц от 30 и больше.

### Обложка паспорта
Паспорта Барбадоса имеют тёмно-синий оттенок, с логотипом КАРИКОМ и словами «Карибское сообщество», за которыми следует название страны «Барбадос» вверху буклета. В центре титульной страницы на видном месте расположен герб Барбадоса, за которым внизу следует надпись «Паспорт» в обычных паспортах и «Дипломатический паспорт» в дипломатических паспортах.

### Фотографии на паспорт
Стандарты фотографии на паспорте:
- Вид спереди, полное лицо, открытые глаза, закрытый рот и естественное выражение
- Полная голова от макушки до плеч
- Белый фон
- Нет теней на лице или на заднем плане
- Нет солнцезащитных очков; препятствия на лице или головные уборы
- Нормальный контраст и освещение

## Выписка из паспорта
Паспорта Барбадоса содержат на внутренней стороне обложки следующие слова исключительно на английском языке:

### Текущая версия
Они должны просить и требовать от имени генерал-губернатора Барбадоса всех, кого это может касаться, позволить владельцу пройти беспрепятственно, без препятствий и позволить ему или ей помощь и защиту, в которых он или она может нуждаться.

### Колониальная версия 1960-х годов
Губернатор Барбадоса просит и требует в Имя Её Величества всех, кого он может касаться, позволить носителю свободно проходить без помех, и предоставить предъявителю такую помощь и защиту, какие могут потребоваться.

## Визовые требования для граждан Барбадоса

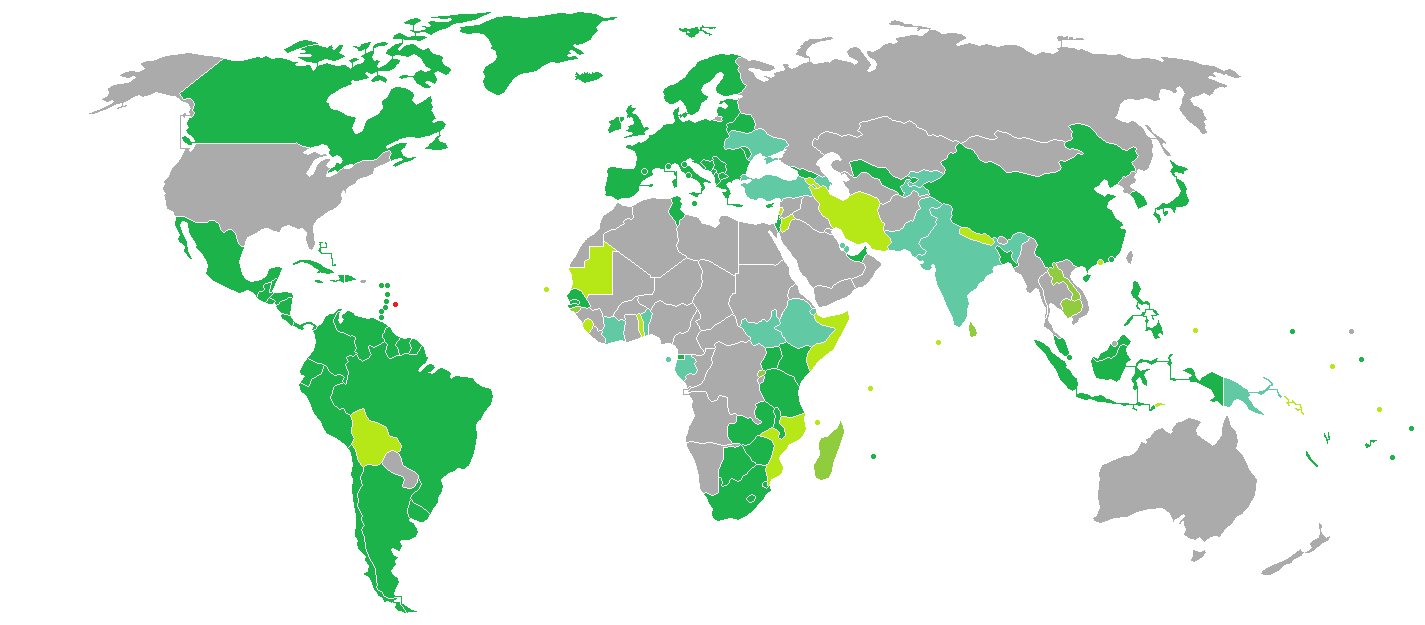
Визовые требования для граждан Барбадоса
Барбадос
Безвизовый доступ
Виза по прибытии
eVisa
Виза доступна как по прибытии, так и онлайн
Требуется виза

На 1 января 2017 года граждане Барбадоса имели безвизовый или визовый доступ по прибытии в 143 страны и территории, в результате чего барбадосский паспорт занимает 25-е место с точки зрения свободы передвижения по планете согласно Индексу визовых ограничений Хенли. Паспорт Барбадоса занимает 1-е место среди владельцев паспортов КАРИКОМ, которые пользуются свободой передвижения и безвизовым доступом.
Владельцы паспорта могут путешествовать без визы или получить визу по прибытии во многие другие государства. По состоянию на 28 мая 2009 года Барбадос подписал с Европейским союзом соглашение об отказе от краткосрочной визы. Соглашение позволяет гражданам Барбадоса посещать страны Евросоюза, входящие в Шенгенскую зону, на срок до трёх месяцев в любой шестимесячный период без визы.

### Карибский бассейн
- Визовая политика в отношении барбадцев в регионе
  - Великобритания
  - Нидерланды
  - Франция

## Галерея

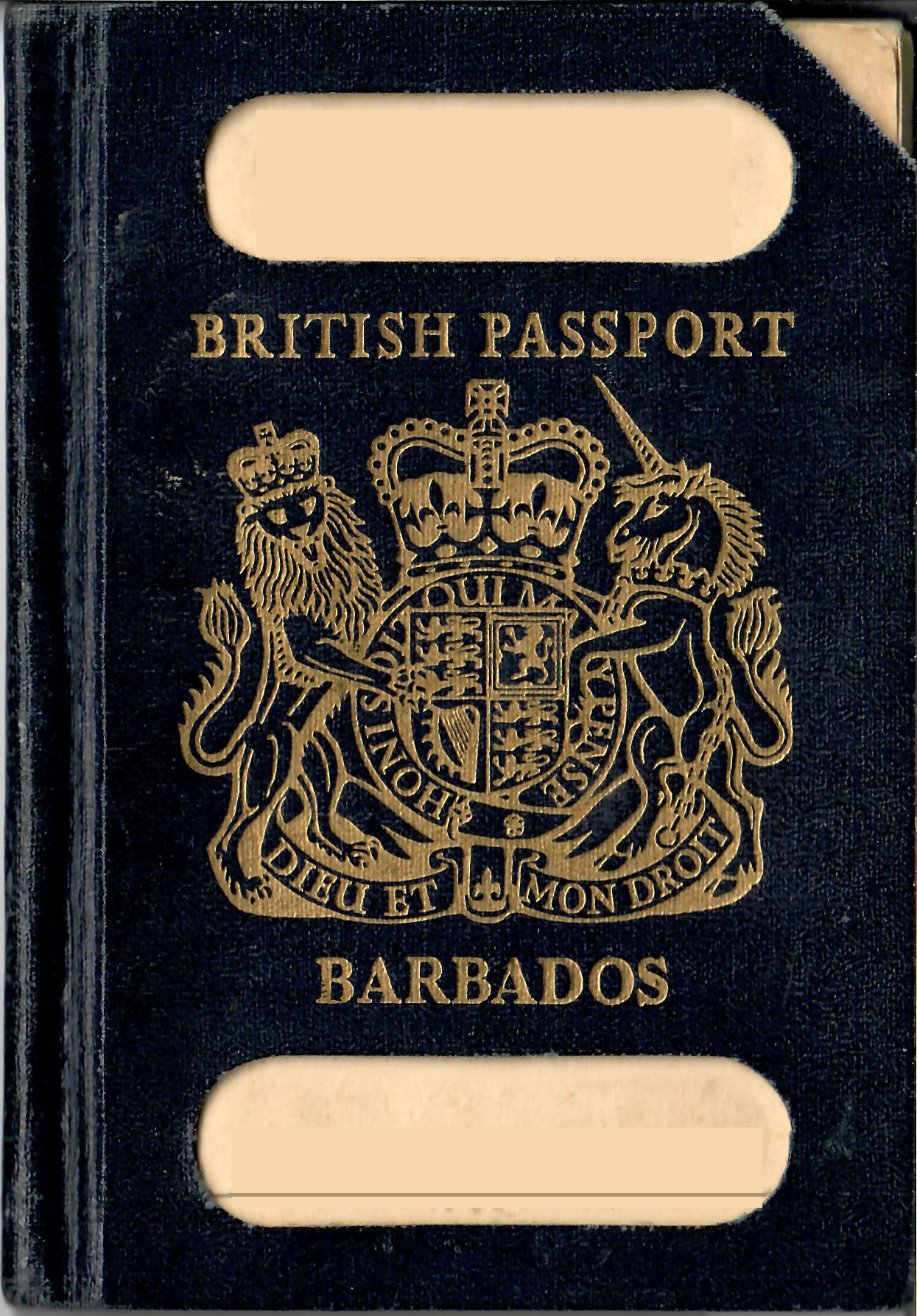
Барбадосский паспорт, выданный для граждан Великобритании и колоний в 1960-х годах
Барбадосский паспорт, выданный в 1990-х годах
Паспорт Карибского сообщества Барбадоса
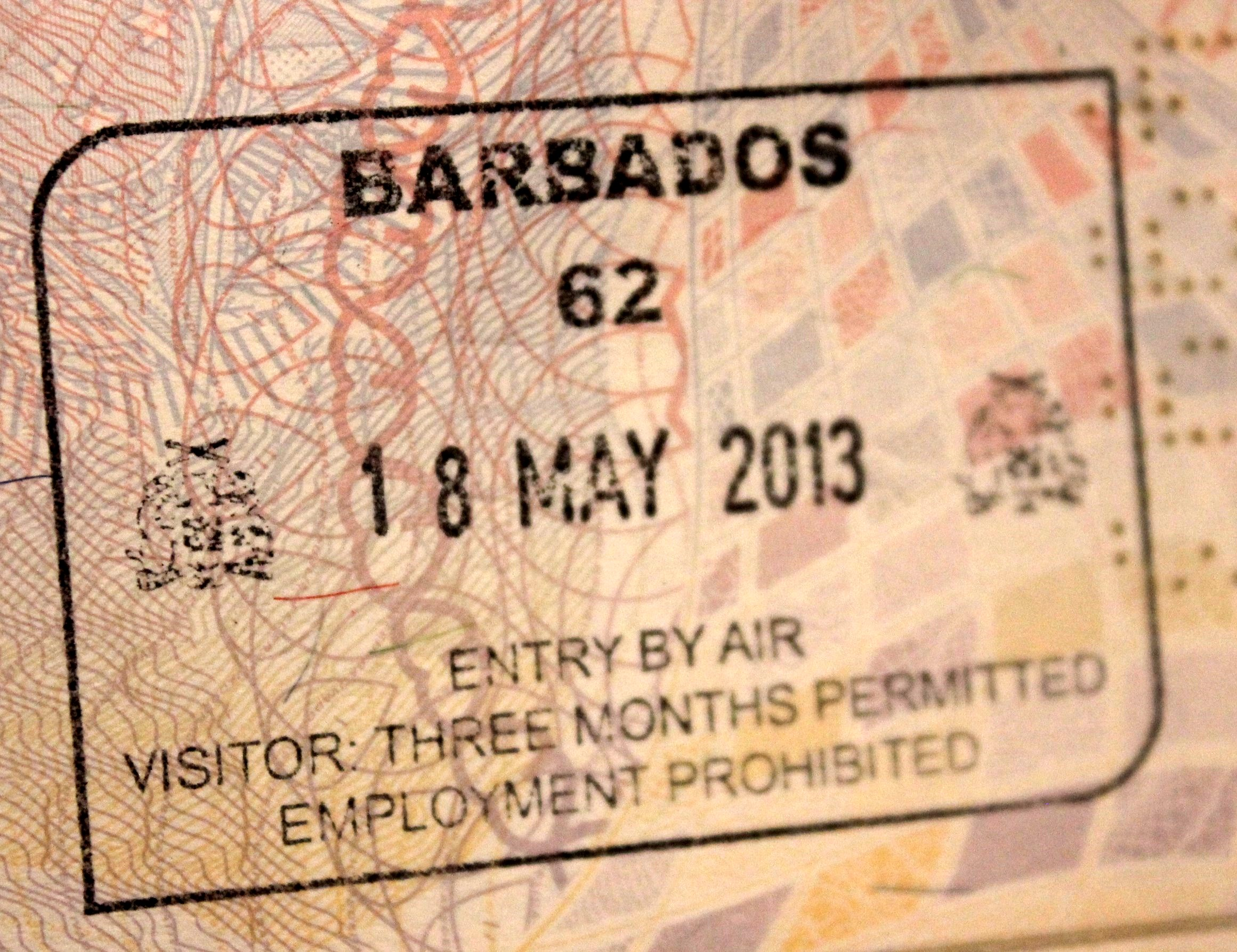
Штамп в паспорте